# Радка Пеліканова
Радка Пеліканова (чеськ. Radka Pelikánová; нар. 1 січня 1977) — колишня чеська тенісистка.
Найвищу одиночну позицію світового рейтингу — 180 місце досягла 28 вересня 1998, парну — 166 місце — 20 вересня 1999 року.
Здобула 1 одиночний та 1 парний титул туру ITF.
Завершила кар'єру 2001 року.

## Фінали ITF

### Одиночний розряд (1–1)
| Легенда         |
| --------------- |
| $50,000 турніри |
| турніри $25,000 |
| турніри $10,000 |

| Результат | Ранг | Дата           | Турнір                    | Покриття | Суперниця         | Рахунок  |
| --------- | ---- | -------------- | ------------------------- | -------- | ----------------- | -------- |
| Поразка   | 1.   | 8 лютого 1999  | Рогашка Слатина, Словенія | Килим    | Рената Кучерова   | 6–7, 3–6 |
| Перемога  | 2.   | 21 лютого 2000 | Бюхен, Німеччина          | Килим    | Зузана Ондрашкова | 6–3, 7–5 |

### Парний розряд (1–3)
| Результат | No | Дата             | Турнір              | Покриття   | Партнерка         | Суперниці у фіналі             | Рахунок     |
| Поразка   | 1. | 11 вересня 1995  | Карлові Вари, Чехія | Ґрунт      | Андреа Носай      | Сімона Галікова Квета Пешке    | 3–6, 4–6    |
| Перемога  | 2. | 17 червня 1996   | Битом, Польща       | Ґрунт      | Деніса Хладкова   | Ева Мартінцова Ленка Немечкова | 7–6(0), 6–4 |
| Поразка   | 3. | 1 листопада 1998 | Пуатьє, Франція     | Тверде (i) | Габріела Кучерова | Ольга Лугіна Олена Макарова    | 0–6, 1–6    |
| Поразка   | 4. | 21 червня 1999   | Штутгарт, Німеччина | Ґрунт      | Людмила Ріхтерова | Патріція Вартуш Ясмін Вер      | 1–6, 6–7    |